# 瑞興商業銀行
瑞興商業銀行，簡稱瑞興銀行，是一家北臺灣的小型商業銀行。目前是本國銀行中規模最小者，與規模最大的臺灣銀行淨值相差66倍。該銀行之最早前身為1917年創始於臺北市大稻埕的「臺北稻江信用組合」，曾歷經臺北市第一信用合作社、稻江商業銀行、大台北商業銀行等多次改制改名。由於前身為信用合作社，有區域營業限制，因此當今經營據點幾乎位在臺北市境內，僅於新北市中和區與桃園市桃園區2外地設有分行。

## 歷史
1917年10月25日，「臺北稻江信用組合」成立並開始營業於大稻埕城隍廟前街28番地（現迪化街附近）。
1945年，臺北稻江信用組合更名為「稻江信用組合」。1947年，稻江信用組合更名為「臺北市第一信用合作社」。1965年，臺北市第一信用合作社更名為「保證責任臺北市第一信用合作社」。2004年，保證責任臺北市第一信用合作社更名為「有限責任臺北市第一信用合作社」。
2007年7月1日，臺北市第一信用合作社改制為銀行，並恢復使用最初「稻江」之名，成為「稻江商業銀行」；改制後最大股東為新光合成纖維，佔有13%股權。同年12月3日，稻江商業銀行股票登錄興櫃股票買賣，新光合纖持有股權也直接收購達到《銀行法》規定之25%上限。

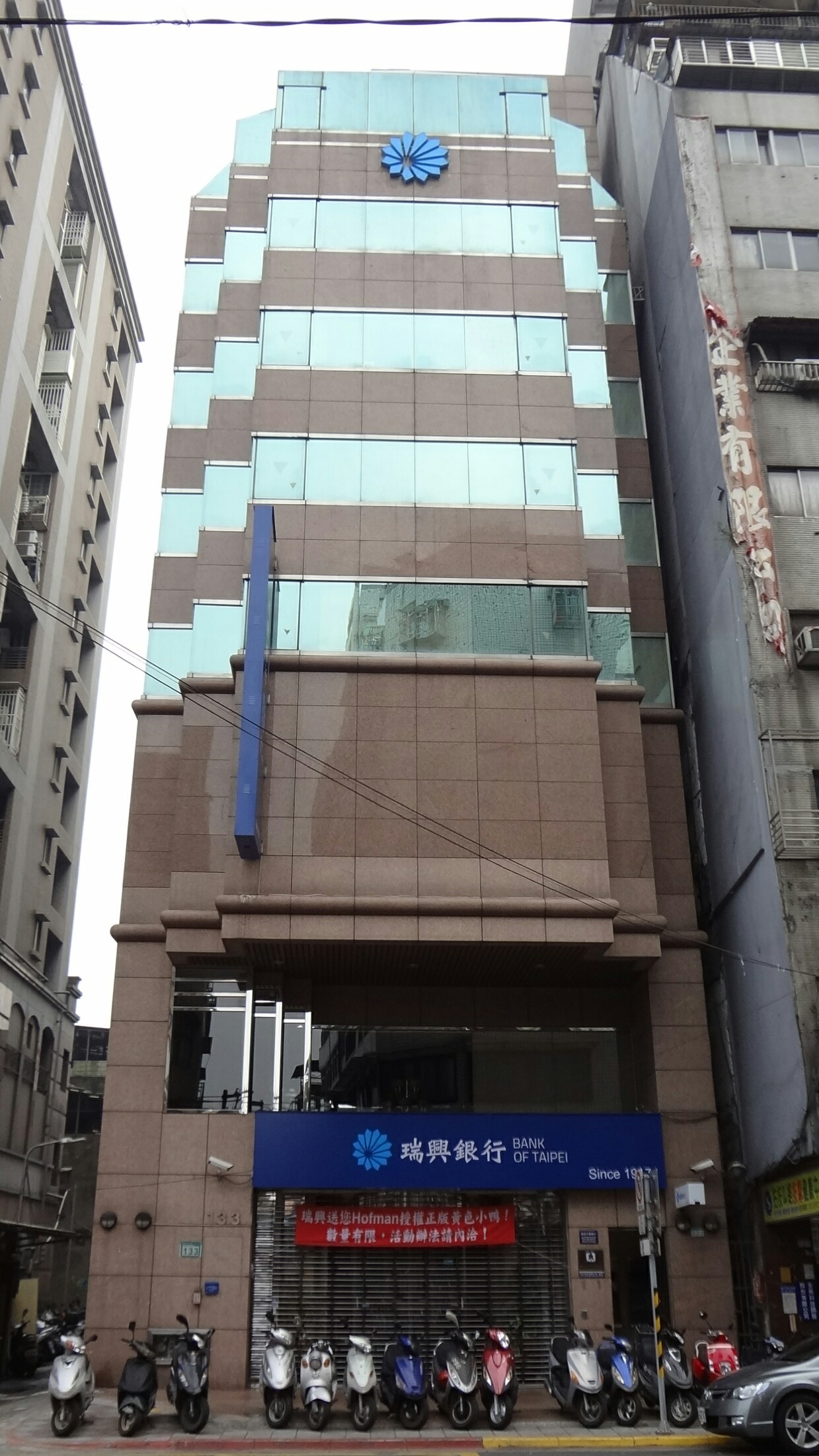
瑞興銀行總行暨營業部

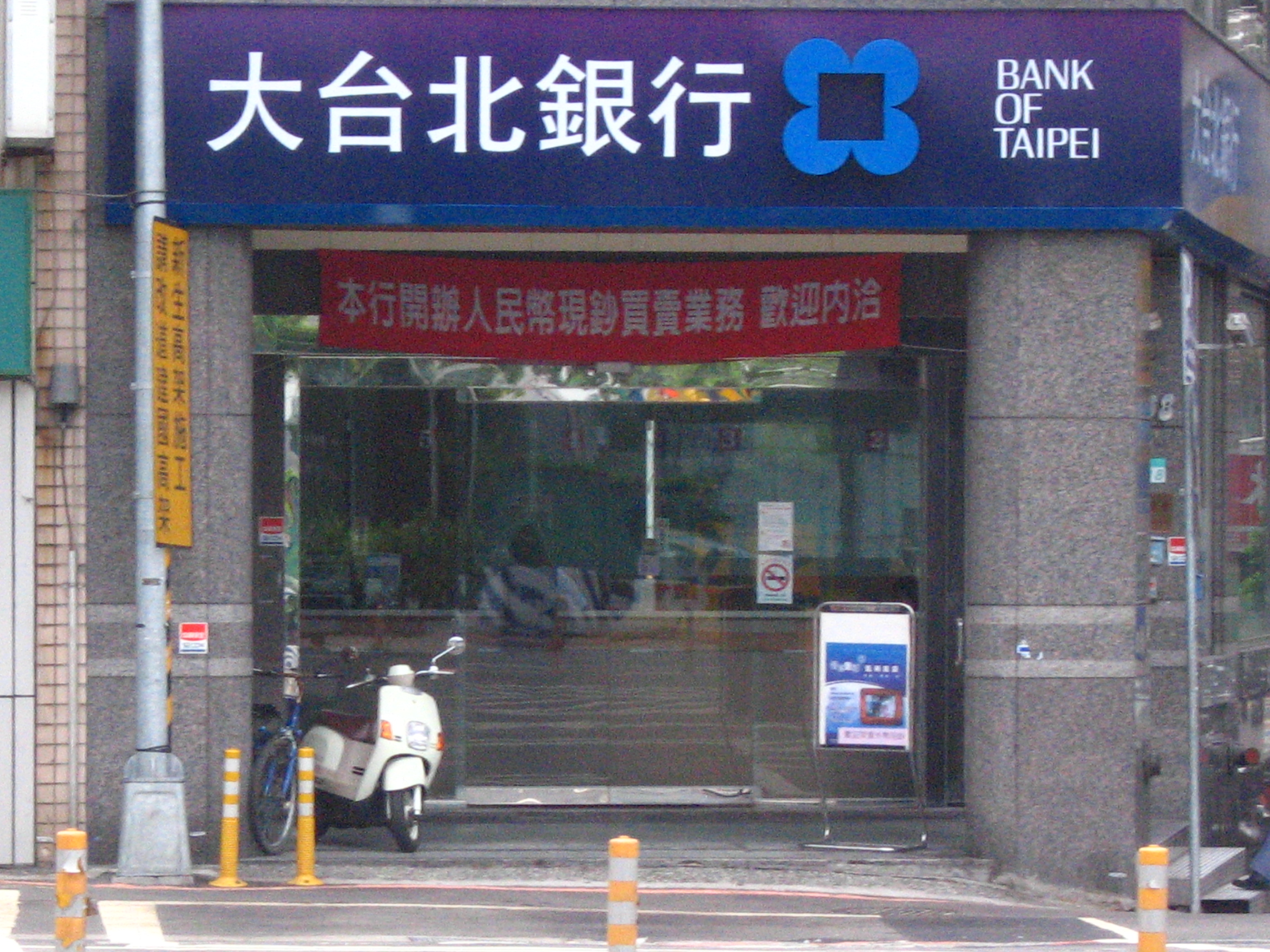
2009年大台北銀行的一家分行

由於有股東對「稻江」之名不滿，稻江商業銀行在2009年1月1日以其主要業務地區位在臺北都會區，更名為「大台北商業銀行」；但也因此遭台北富邦商業銀行以商標名稱太過近似為由提出訴訟。大台北銀行雖於2010年獲得一審勝訴，但在2011年二審及2013年4月29日三審皆遭判決敗訴。為此，2013年10月13日，大台北銀行再次更名為「瑞興商業銀行」，英文名稱則維持不變。2016年5月30日，瑞興商業銀行英文名稱變更為。
2018年10月4日，瑞興銀行與悠遊卡公司合作，針對未滿20歲或未持有信用卡之族群，共同推出台灣首張悠遊金融卡。

## 外部連結
- 瑞興商業銀行 （页面存档备份，存于）